# Anarrhinum fruticosum
Anarrhinum fruticosum är en grobladsväxtart. Anarrhinum fruticosum ingår i släktet gapmunnar, och familjen grobladsväxter.

## Underarter
Arten delas in i följande underarter:
- A. f. brevifolium
- A. f. demnatense
- A. f. fruticosum